# Ponson-Debat-Pouts
Ponson-Debat-Pouts település Franciaországban, Pyrénées-Atlantiques megyében. Lakosainak száma 98 fő (2022. január 1.). Ponson-Debat-Pouts Escaunets, Séron, Tarasteix, Montaner és Ponson-Dessus községekkel határos.

## Népesség
A település népességének változása:
| Lakosok száma | 91   | 94   | 96   | 95   | 96   | 97   | 97   | 98   | 98   |
|               | 2013 | 2015 | 2016 | 2017 | 2018 | 2019 | 2020 | 2021 | 2022 |